# VW W12 Coupé

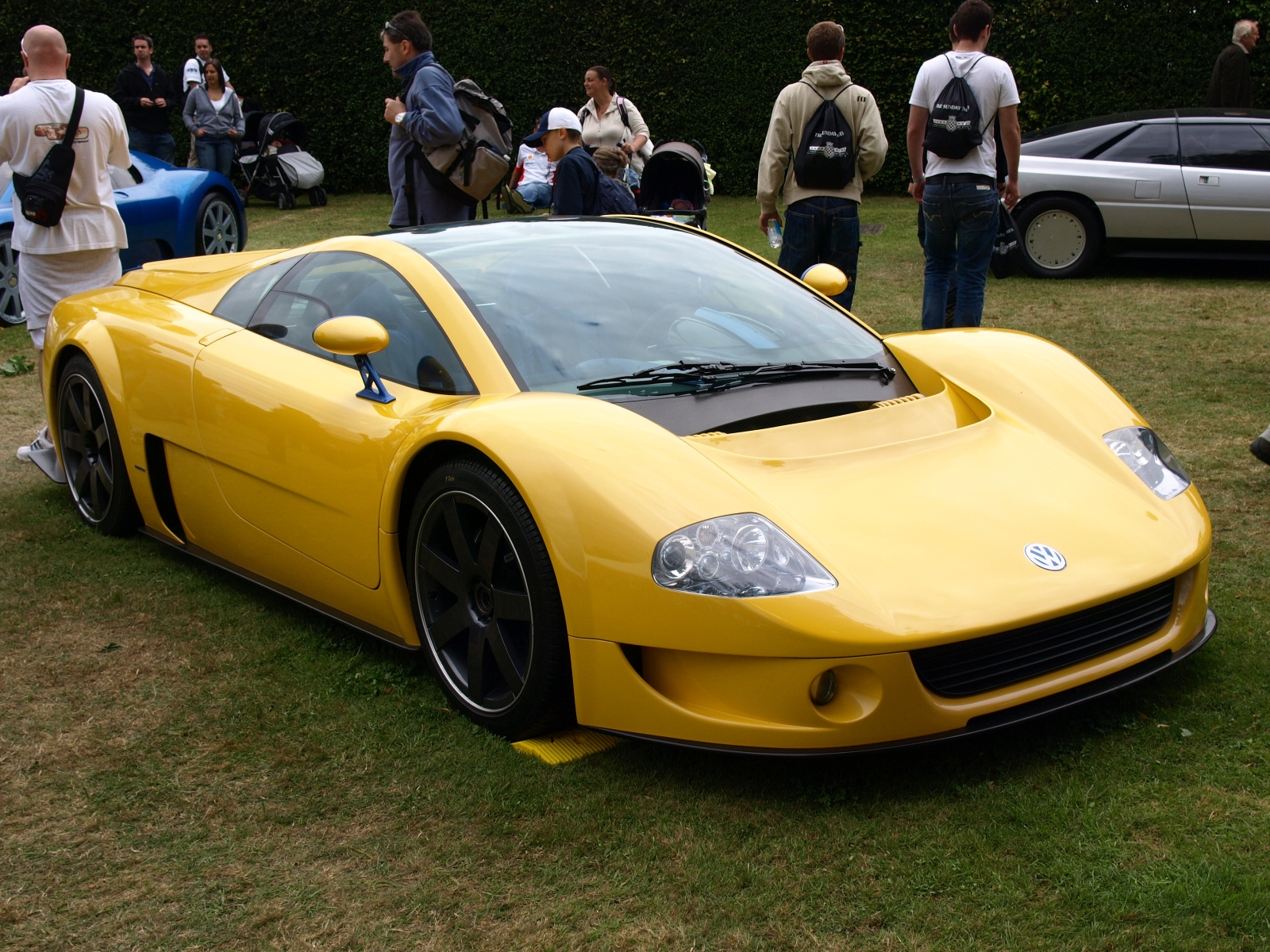
Volkswagen W12 Syncro von 1997 auf dem Goodwood Festival of Speed 2008

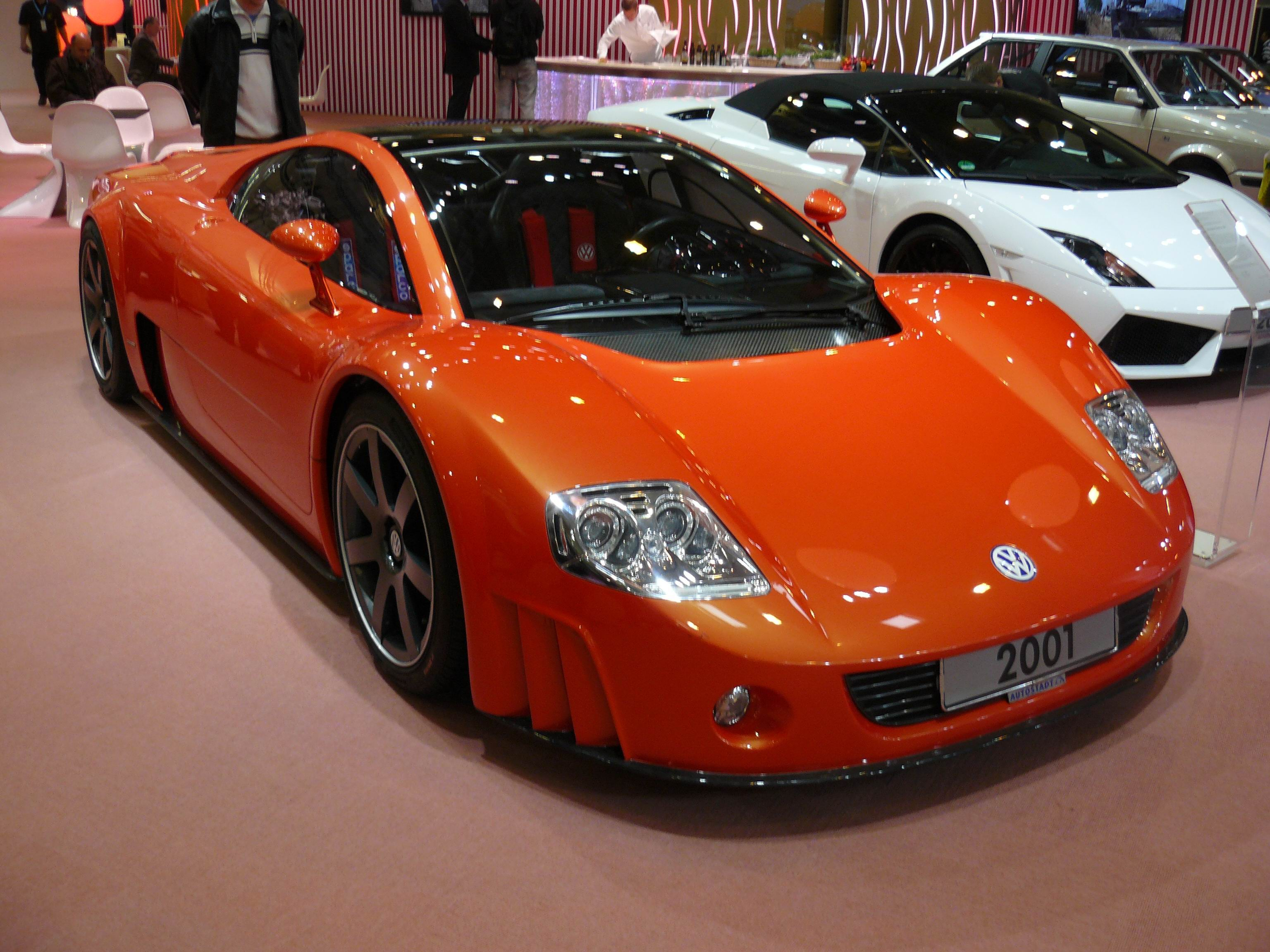
Volkswagen W12 Nardo von 2001, Frontansicht

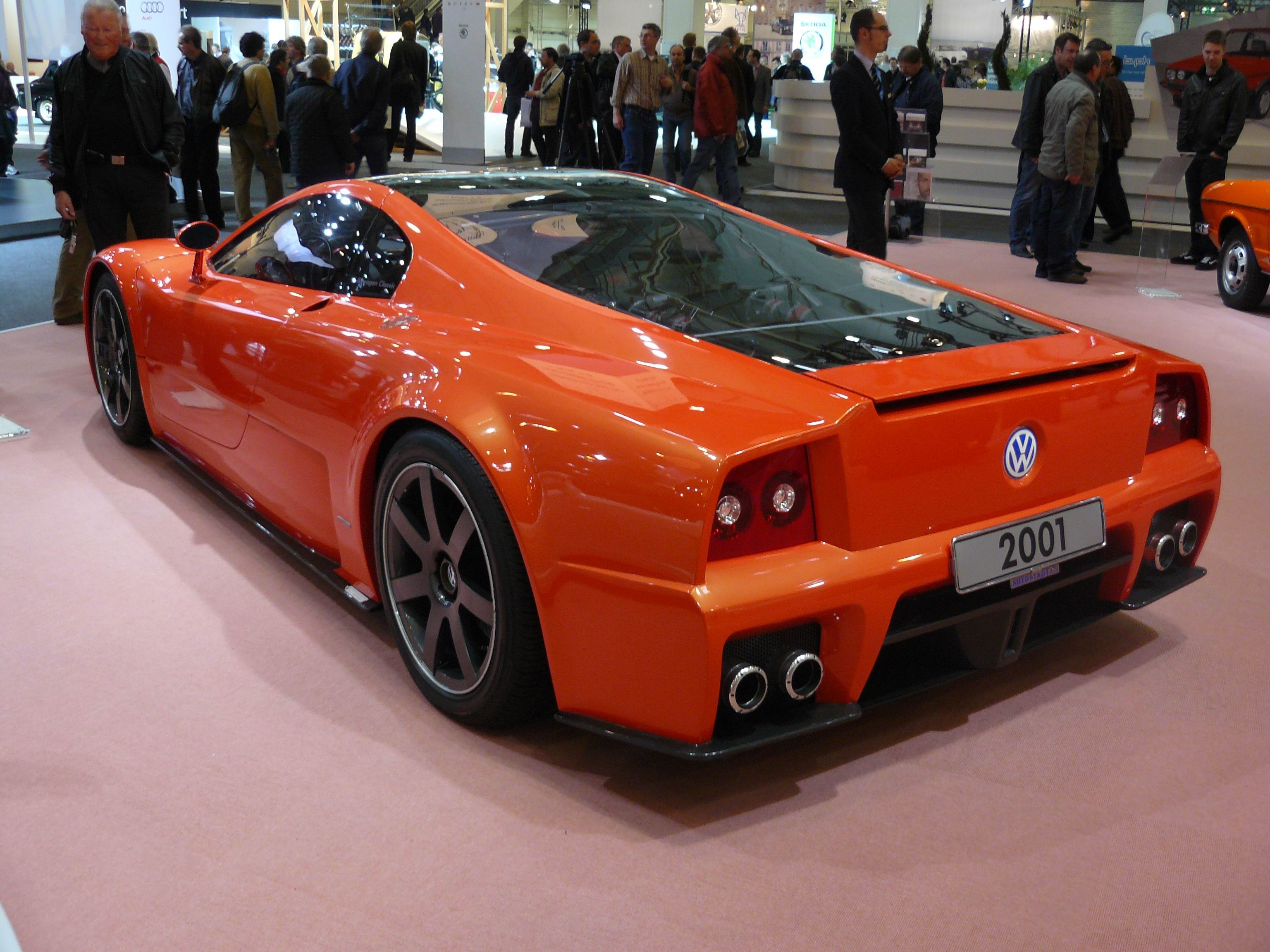
Heckansicht

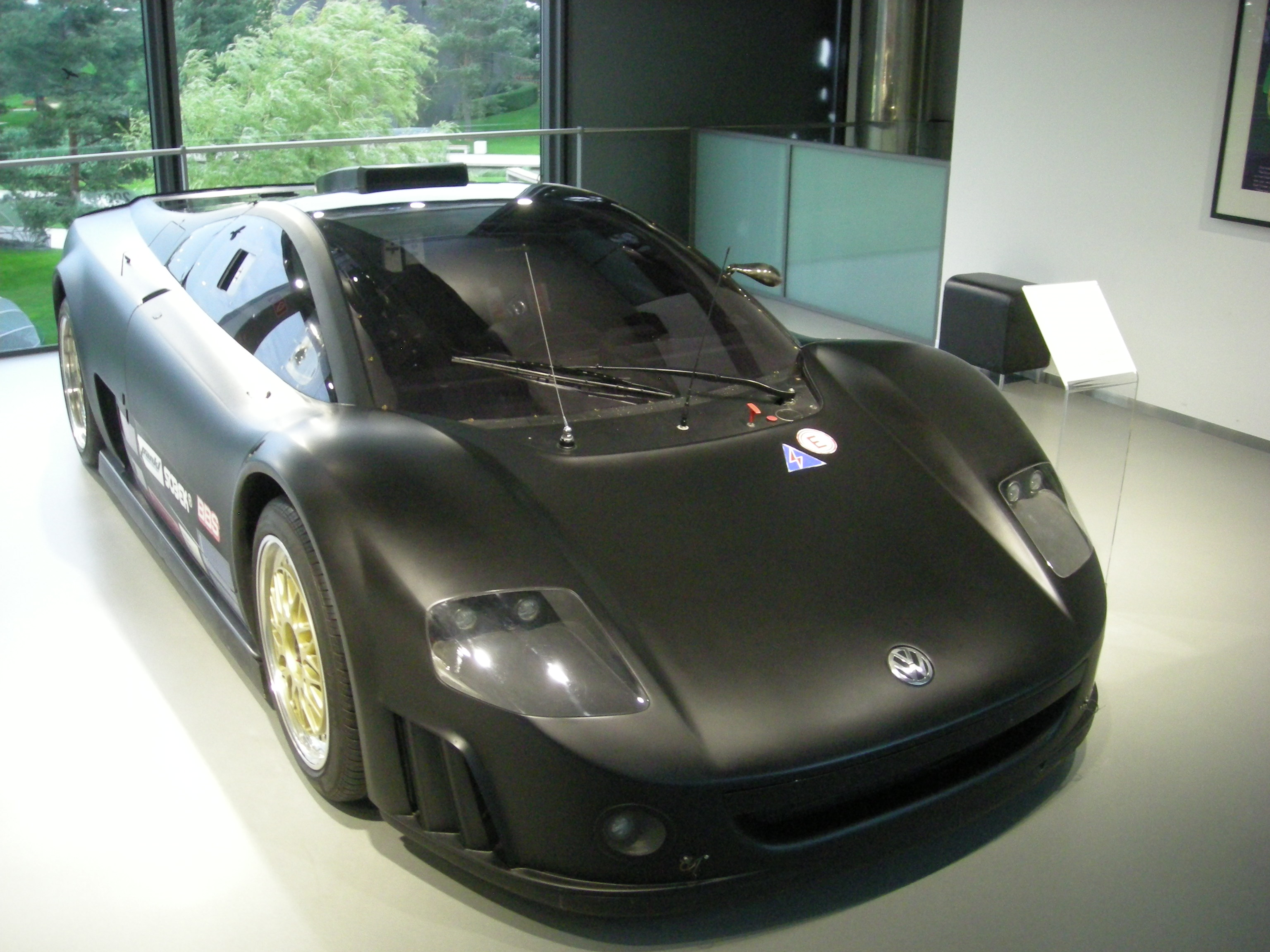
Volkswagen W12 Nardo von 2001

Das Volkswagen W12 Coupé (auch als Volkswagen Nardò bekannt, bezogen auf die Nardò-Ring-Teststrecke in der Nähe der italienischen Stadt Nardò) war ein Konzeptauto, das ab 1997 von Volkswagen der Öffentlichkeit präsentiert wurde.

## Erstkonzeption
Auf Wunsch von Ferdinand Piëch, dem damaligen Vorstandsvorsitzenden des Volkswagen-Konzerns, wurden Giorgio Giugiaro und sein Italdesign-Team beauftragt, einen Volkswagen-Sportwagen zu entwerfen, mit der Anweisung, einen 12-Zylinder-Motor in einer W-Konfiguration unterzubringen.
Ein Grund für die Konzeption war es, der Welt zu beweisen, dass der Volkswagen-Konzern einen Supersportwagen und einen großen und zuverlässigen Motor für seine Luxus- und Sportwagen bauen kann.
Tatsächlich ist der W12-Motor des gleichnamigen Volkswagen W12 eng mit den Zwölfzylindermotoren des Volkswagen Phaeton, des Volkswagen Touareg, des Audi A8, des Bentley Continental GT, des Bentley Continental GTC, des Bentley Flying Spur und des Bentley Bentayga verwandt. Der Motor des W12 ist außerdem ein Vorfahre des W8-Motors des Volkswagen Passat W8 sowie des W16-Motors des Bugatti Veyron 16.4.

## Entwicklungsgeschichte
1997 stellte Volkswagen auf der Tokyo Motor Show sein erstes Fahrzeugkonzept mit W12-Motor vor, den W12 Syncro (auch als W12 Syncro Coupé bekannt), ein leuchtend gelbes Coupé mit einem 5,6-Liter-W12-Motor mit 309 kW (420 PS) und Syncro-Allradantrieb.
1998 folgte auf dem Genfer Auto-Salon die Präsentation des W12 Roadster, einem roten Roadster auf der technischen Basis des im Vorjahr vorgestellten W12 Syncro, abweichend von diesem jedoch mit Hinterradantrieb.
2001 präsentierte Volkswagen auf der Tokyo Motor Show den W12 Nardo, ein orangefarbenes Coupé, dessen W12-Mittelmotor nun über einen Hubraum von 6,0 Liter verfügte.
Ab 2001 trat ein W12 Nardo Coupé mit einer mattschwarzen Karbonkarosserie und einem W12-Motor mit 440 kW (600 PS) Leistung auf dem Hochgeschwindigkeitskurs in Nardò zu Rekordfahrten an.

## Das Ende des W12 Coupé
Der Supersportwagen von VW kam nie in die Verkaufsräume der Händler, sondern nur ins Museum. Der Traum von einem Volkswagen-Supersportwagen wurde 2003 zugunsten der konzerneigenen Konkurrenz (seit 2001 Lamborghini Murciélago, ab 2003 Bentley Continental GT, ab 2005 Bugatti Veyron 16.4 und ab 2006 Audi R8) aufgegeben.

## Motorsport
Am 23. Februar 2001 stellte ein Volkswagen W12 Coupé über den Nardò-Ring in Lecce über 24 Stunden den Weltrekord für alle Geschwindigkeitsklassen auf und legte eine Strecke von knapp über 7740 Kilometern bei einer Durchschnittsgeschwindigkeit von 322 km/h zurück.

## Auftritte in Videospielen
Der erste Auftritt des W12 fand im Gran Turismo Concept 2002 in Tokio-Genf statt. Seither tritt er ausnahmslos in der GT-Spielereihe auf, bis auf Gran Turismo Sport.
Der W12 erscheint auch in Test Drive: Unlimited und World Racing 2.
Außerdem tritt der W12 auch in Asphalt 8 sowie in dessen Nachfolger Asphalt 9 auf.
In GTI Racing ist das Coupe vertreten unter der Bezeichnung „W12 Coupe 2001“. Allerdings ist die Motorenangabe (dort V6) sowie die Leistung (dort 350 PS) falsch angegeben.